# Monolluma
Monolluma es un género de plantas fanerógamas de la familia Apocynaceae. Contiene cinco especies. Es originario de África, Arabia Saudí, Etiopía, Somalía y Yemen. 

## Descripción
Son plantas erectas o mazos de tallos suculentos que alcanza los 3-50 cm de alto, profusamente ramificada, ortótropo o plagiotropous;  de látex incoloro, con raíces fibrosas. Las hojas son persistentes, reducidas a escamas, sésiles,  suculentas de 0,02-0,05 cm de largo, ligeramente ciliadas; estípulas reducidas a unos pocos pelos, ausente en M. hexagona .
Las inflorescencias son sub-terminales (M.socotrana ) o (sub-) axilares o claramente extra-axilar (M. hexagona), con 1-2-flores (5 a 15 flores en M.hexagona), simples, sésiles, ; pedicelos glabros; brácteas caducas, lanceoladas.

## Taxonomía
El género fue descrito por Darrel C. H. Plowes y publicado en Haseltonia 3: 64. 1995.

## Especies
| - Monolluma cicatricosa (Deflers) Plowes - Monolluma hexagona (Lavranos) Meve & Liede - Monolluma quadrangula (Forssk.) Plowes - Monolluma socotrana (Balf.f.) Meve & Liede - Monolluma solenophora (Lavranos) Meve & Liede |